# 卡尔奇纳泰
卡尔奇纳泰（義大利語：Calcinate），是意大利贝加莫省的一个市镇。总面积14.72平方公里，人口5791人，人口密度393.4人/平方公里（2009年）。国家统计（ISTAT）代码为016043。